# 마스오카 히로시
마스오카 히로시(일본어: 増岡 弘, 1936년 8월 7일 ~ 2020년 3월 21일)는 일본의 남성 성우이다. 사이타마현 출신. 도쿄배우생활협동조합 소속.

## 주요 출연작

### 애니메이션

#### TVA
- 1960년대
  - 늑대소년 켄 - 오오쿠마
  - 오소마츠 군 - 시곗집 아저씨 외 조·단역 다수
  - 마법사 샐리 - 노견
  - 오공의 모험 - 팬더, 외눈박이
  - 거인의 별 - 아라카와 히로시
  - 사이보그 009 - 제로니모 주니어
  - 해저소년 마린 - 부하 A
- 1970년대
  - 내일의 죠 - 타로
  - 해치의 모험 - 토쿠베에
  - 맹렬 아타로 - 경찰서장, 택시 운전사
  - 게게게의 키타로 - 히키타의 아버지, 후쿠시마의 아버지
  - 아스트로 강가 - 몬스터
  - 바다의 트리톤 - 게르페스
  - 데빌맨 - 잔닌
  - 마징가 Z
  - 아팟치 야구군
  - 큐티 하니 - 하야미 나오지로
  - 도근성개구리
  - 바빌 2세
  - 그레이트 마징가 - 맹수장군 라이간
  - 도로롱 엔마 군 - 역인
  - 개구쟁이 삐뽀 - 사신
  - 소년 도쿠가와 이에야스 - 오쿠야마
  - 타임보칸 - 던컨, 오니의 머리
  - 대공마룡 가이킹 - 프로메스
  - 도카벤 - 타코하치, 메이쿤 고등학교 이사장
  - 신 돈차크 이야기 - 쿠로베에, 사이몬, 콘콘 타이부
  - 엄마 찾아 삼천리 - 도메니코 노체
  - 마그넷로봇 가킨 - 히젠타, 시오 박사, 코크로 장군
  - 만화 꽃의 계장
  - 초전자머신 볼테스 V - 오카 방위장관, 드 즈루
  - 날아라! 머신 비룡 - 오카나비치
  - 루팡 3세 - 미에현 경찰청장, 변호사
  - 얏타맨 - 카메하메하 대왕
  - 어린 풀의 샤를로트 - 잭슨, 미첼, 밥슨
  - 집 없는 아이 - 파제스
  - 사자에상 - 후구타 마스오
  - 여왕폐하의 쁘띠 앙제 - 실버
  - 대설산의 용사 가오 - 단장
  - 하이카라 씨가 나간다 - 우시고로
  - 마녀 치클 - 타카쿠라 선생
  - 미래소년 코난 - 굿치
  - 야구광의 시 - 오카 지장, 킨타로
  - 어린 왕자 - 버드
  - 원탁의 기사 이야기 불타라 아서 - 톤텀
  - 은하철도 999 - 경관, 구다라, 간데르, 샤워드, 노인, 성주
  - 아기곰 미샤 - 촌장
  - 투사 고디안 - 언논지
  - 도라에몽 - 다 쓰러져가는 집의 주인
  - 베르사이유의 장미 - 브이에 장군
- 1980년대
  - 괴물 군
  - 힘내라 겐키 - 야마타니 카츠조
  - 주 캣 - 우두머리
  - 철완 아톰 - 사무총장, 고로
  - 닐스의 신비한 모험 - 메이로즈
  - 후문 - 롯카쿠
  - 무적로보 트라이더 G7 - 노부요시의 아버지, 롯지의 주인
  - 시끌별 녀석들
  - 대쉬 캇페이 - 오카자키
  - 닥터 슬럼프 아라레쨩 - 오챠 군
  - 브레멘4 지옥 속의 천사들 - 라르고의 주인
  - 마이팅 마치코 선생 - 아라시 선생, 카고시마 노인, 킨조의 숙부
  - 얏토데타맨 - 돈호세
  - 역전 잇파츠맨 - 무사시보 벤케이
  - 사이봇 로봇치 - 닥터 데고, 요사쿠
  - 신 메이플 타운 이야기 팜 타운 편 - 스텔버그 감독
  - 역시 사루토비 - 사루토비 코겐타, 오코노미야키 집의 할머니
  - 도키메투나잇 - 체셔 고양이, 죠스 3세
  - 마법의 프린세스 밍키모모 - 페나리나사의 임금님
  - 남쪽 무지개의 루시 - 파커
  - 아공대작전 슬랭글 - 매지션
  - 이글 썸 - 보기 순사
  - 아기사슴이야기 - 백 포레스터
  - 나인 - 카츠야의 아버지
  - 퍼스컴 트래블 탐정단 - 젠마이지카케
  - 프라레스 3시로 - 로저
  - 만화 일본사 - 도쿠가와 이에야스, 타카하시 카게야스
  - 초공속 가르비온 - 모젤
  - 명탐정 홈즈 - 토드
  - 란포 - 호사모치
  - 터치 - 아사쿠라 미나미의 아버지
  - 힘내라! 키커즈 - 후지와라
  - 청춘 애니메이션 전집 「시오사이」 - 오오야마 쥬키치
  - 도테라맨 - 무사시보 벤케이
  - Bug한 허니 - 왈드래드
  - 메종일각 - 토시조, 야쿠자
  - 로보탄
  - 애니메이션 삼총사 - 우두머리
  - 에스퍼 마미 - 사쿠라 쥬로
  - 날아라 호빵맨 - 잼 아저씨 외 단역 다수
  - 철권 친미 - 노사 로우
  - 왓츠 마이클 - 신노스케
  - 미스터 아짓코 - 조르쥬 무스타키
  - 정글 대제 - 쿠터
  - 테즈카 오사무 이야기 나는 손오공 - 사오정
  - 란마 1/2 - 코바야카와 토라마사
  - 레슬러 군단 은하편 - 오우라 히멘
- 1990년대
  - 고양이 당인전 테얀데에 - 사카네 고로
  - 신비한 바다의 나디아 - 장의 숙부
  - RPG전설 헤포이 - 선장
  - 나의 긴다리 아저씨 - 월터 그리그스
  - 드래곤 퀘스트: 타이의 대모험 (1991) - 템진
  - 웃는 세일즈맨 - 우와메 카즈오
  - 대초원의 작은 천사 부시베이비 - 기테온
  - 쿠킹 파파 - 토야마 상무
  - 남국소년 파푸와 군 - 차피
  - 일곱 바다의 티코 - 제임스
  - 마법진 구루구루 - 바도
  - 용자경찰 제이데커 - 피에로
  - 괴도 세인트 테일 - 타치바나
  - 닌타마 란타로 - 이타이노톤덴, 공가 외 단역 다수
  - 드래곤볼 Z - 거북선인
  - 아는가! 월광가면 군 - 어묵 사장
  - 명탐정 코난 - 이와마 노부오, 겐다 타카토쿠
- 2000년대
  - 햇빛 비치는 나무 - 타마야 야요자에몬
  - 후르츠 바스켓 - 토오루의 할아버지
  - 파뇨파뇨 디지캐럿 - 노신사
- 2010년대
  - 일상 - 3회 예고 음성
  - 우라시마사카타센의 일상 - 교장

#### OVA
- 마법의 프린세스 밍키모모 꿈 속의 윤무 - 임금님
- 아반 스퀘어 호박의 추격 - 상사
- 마녀 클럽 4인조 A공간에서 온 에일리언 X - 장관
- 한월일동악령참 - 코우사이
- 기동전사 건담 0080 주머니 속의 전쟁 - 딕 루문바
- 적은 해적 ~고양이들의 연회~ - 유이 박사
- 울트라 슈퍼 디럭스맨 - 카타야마
- 은하영웅전설 - 헨슬로
- 유도부 이야기 - 이가라시 켄타
- 미주왕 보더 사회복귀편 - 히로카와
- 천지무용! 양황귀 - 앤더슨 서장
- 나니와 유협전 - 미조가키 헤이키치

#### 극장 애니메이션
- 사이보그 009, 사이보그 009 괴수전쟁 - 제로니모 주니어
- 소년 잭과 마법사
- 하늘을 나는 유령선 - 정부 고관
- 장화 3총사 - 경찰
- 미래소년 코난 - 굿치
- 힘내라!! 타부치 군!! 웃음가득 제 3탄 아아 날라리 인생
- 쟈린코 치에 - 손님1
- 후리텐 군 - 과장
- 나인 - 아라미 카츠야의 아버지
- 프로야구를 10배 즐기는 방법 - 타부치
- 명탐정 홈즈 - 보석상인
- 게게게의 키타로 요괴대전쟁 - 토라조
- 터치 등번호 없는 에이스, 터치 작별 선물, 터치 네가 지나간 뒤에 - 아사쿠라 미나미의 아버지
- 프로골퍼 사루 갑가비경! 그림자 인법 골퍼 등장! - 후쿠스케
- 에스퍼 마미 별하늘의 댄싱 돌 - 사쿠라 쥬로
- KASUMI 꿈 속에 네가 있다 - 신부
- 날아라 호빵맨/극장판 시리즈 - 잼 아저씨
- APO APO 월드 자이언트 마장 90분 한판승부 - 킹 마르치노
- 크레용 신짱 전격! 돼지발굽 대작전 - 안젤라 아오우메
- 크레용 신짱 액션가면VS그래그래 마왕,폭풍을 부르는 정글 - 키타카스카베 박사

### 게임
- 모두의 골프 포터블 - 타나카
- 드래곤볼 Z 게임 시리즈 - 거북선인
- 불꽃의 택배 - 거미남, 거미남 개
- 드래곤 퀘스트 소드 가면의 여왕과 거울탑 - 낫지 노인
- 크레용 신짱 폭풍을 부르는 시네마랜드 찰칵찰칵 대활극! - 안젤라 아오우메, 나레이션
- 호빵맨 싱글벙글 파티 - 잼 아저씨
- 브레이블리 디폴트 - 유루야나의 늙은 스승

### 특촬물
- 울트라 Q - 병원에 문병 온 사람의 음성
- 울트라 세븐 - 기장의 음성
- 돌아온 울트라맨 - 게으름뱅이괴수 야메타란스
- 싸워라! 마이티잭 - 부관의 음성
- 실버 가면 - 롬 성인
- 인조인간 키카이다 - 오렌지 앤트, 골드 울프, 노란 박쥐, 검은 카멜레온, 초록 맘모스
- 초인 바롬원 - 미이라르게
- 아이언 킹 - 타이타니안 7호
- 이나즈맨 - 카제반바라, 아쿠마반바라, 호시반바라
- 키카이다 01 - 섀도우미러, 코무조도쿠로, 섀도우 도깨비 불가사리 2호, 우주인로봇
- 철인 타이거 세븐 - 검은 가면
- 풍운 라이온마루 - 케카비, 마진, 가무진, 간
- 힘내라!! 로보콘 - 로보리키, 후카가와 부시장의 음성
- 울트라맨 레오 - 울트라맨 킹
- 비밀전대 고레인저 - 일륜가면, 철의발톱가면, 대검가면, 전화가면, 요패 가면, 시계 가면, 깡통따개 가면, 피아노 가면
- 아쿠마이저 3 - 고르곤, 사단장 게벨
- UFO 대전쟁 싸워라! 레드 타이거 - 기오 지휘관
- 배틀피버 J - 왼손괴인
- 이상한 개 톤톤 - 톤톤
- 전격전대 체인지맨 - 항해사 게이터
- 시공전사 스필반 - 뉴 전투기계 유메파쿤
- 오성전대 다이레인저 - 하니와 부활기사
- 비 파이터 카부토 - 석패시종 도도
- 백수전대 가오레인저 - 나레이터, 가오 갓